# چاووش‌کوی (گوموش‌حاجی‌کوی)
چاووش‌کوی (به ترکی استانبولی: Çavuşköy) یک منطقهٔ مسکونی در ترکیه است که در گوموش‌حاجی‌کوی واقع شده‌است.